# Деман, Оливье
Оливье́ Дема́н (нидерл. Olivier Deman; род. 6 апреля 2000, Вилрейк, Фламандский регион) — бельгийский футболист, полузащитник клуба «Вердер» и сборной Бельгии.

## Клубная карьера
Футболом начинал заниматься в небольшом клубе «Кнокке», после чего в семилетнем возрасте перебрался в «Серкль Брюгге». С 2010 по 2014 он выступал за детские команды «Брюгге», после чего вновь вернулся в «Серкль» с которым подписал свой первый профессиональный контракт. Дебютировал в чемпионате Бельгии 10 марта 2019 года в матче с льежским «Стандардом». Деман начал встречу на скамейке запасных и на 88-й минуте вышел на поле, заменив Адаму Траоре.

## Статистика выступлений

### Клубная статистика
| Выступление      | Выступление      | Выступление      | Лига | Лига | Кубки | Кубки | Конт.кубки | Конт.кубки | Итого | Итого |
| Клуб             | Лига             | Сезон            | Игры | Голы | Игры  | Голы  | Игры       | Голы       | Игры  | Голы  |
| ---------------- | ---------------- | ---------------- | ---- | ---- | ----- | ----- | ---------- | ---------- | ----- | ----- |
| Серкль Брюгге    | Лига Жюпиле      | 2018/19          | 1    | 0    | 0     | 0     | —          | —          | 1     | 0     |
| Серкль Брюгге    | Лига Жюпиле      | 2019/20          | 3    | 0    | 0     | 0     | —          | —          | 3     | 0     |
| Серкль Брюгге    | Итого            | Итого            | 4    | 0    | 0     | 0     | 0          | 0          | 4     | 0     |
| Всего за карьеру | Всего за карьеру | Всего за карьеру | 4    | 0    | 0     | 0     | 0          | 0          | 4     | 0     |